# Емельянов, Пётр Елисеевич
Пётр Елисеевич Емельянов (1849, Санкт-Петербург — 1916, Москва) — русский музыкант-виртуоз игры на гармониях с семью, шестью, пятью, четырьмя, тремя и двумя клапанами, певец песен собственного сочинения, народных «песен-скороговорок», чтец-рассказчик, танцор, балалаечник. Выступал под псевдонимом Пётр Невский.

## Биография
Пётр Елисеевич Емельянов родился в 1849 году в Санкт-Петербурге. Отец работал сапожником, сапожником до 1869 года работал и сын.
Выучившись дома играть на 5-клапанных гармониках, Пётр Елисеевич, выступал, играя на гармошках с передвижными труппами в балаганах, на ярмарках. Затем выступал и учился игре на гармошках в труппе Д. И. Юрова.
Выступал П. Емельянов и самостоятельно с шутливыми песнями, частушками под собственный аккомпанемент на гармошке. Не зная нот, по слуху, он исполнял сложные музыкальные произведения. Репертуар артиста включал также произведения Глинки, Чайковского, Верди, Вагнера, Рубинштейна, собственные сочинения (вальс «Привет Москве» и др.).
С 1880-х годов играл небольших гармониках («Лилипут», «Колибри»), получивших название «черепашки Невского». Гастролировал во Франции, Германии, Великобритании, Бельгии.
По случаю коронации императора Николая II в 1896 году был приглашён на торжества.
Записывал свои выступления на грампластинки, выходившие миллионными тиражами. Издал «Самоучитель» игры на гармошке, музыкальные сборники. Занимался преподаванием. В 1909 году выступил, играя на гармонике, с симфоническим оркестром.
С 1890-годов был женат Марии Николаевне Белобородовой, дочери тульского гармониста Н. И. Белобородова. Имел 2-этажный дом в Москве в Газетном переулке.
Недолечив воспаление легких, выступал с концертами в театре Струйского (ул. Б. Ордынка), умер во время выступления.
Похоронен на Ваганьковском кладбище; могила утрачена.